# Strychnos elaeocarpa
Espèce
Statut de conservation UICN

 VU B2ab(iii) : Vulnérable
Strychnos elaeocarpa est une espèce de plantes de la famille des Loganiaceae et du genre Strychnos, endémique du Cameroun.

## Description
C'est un petit arbre, dont la hauteur est comprise entre 6 et 10 m et le diamètre du fût entre 15 et 25 cm.

## Distribution
Endémique du Cameroun, on le trouve dans la région du Sud-Ouest (notamment au mont Cameroun) dans celle du Littoral et celle du Sud.